# トランスポーター (モータースポーツ)
モータースポーツにおけるレーシングマシンを運ぶ車両はRacing trailerと呼ぶ。トランスポーターは競技に使用する車両やモータースポーツ活動に必要な資材や機材を運搬する人である。トランスポーターは外来語でその形態は一様ではない。日本ではトランポと略して呼ばれる場合がある。

## 概要

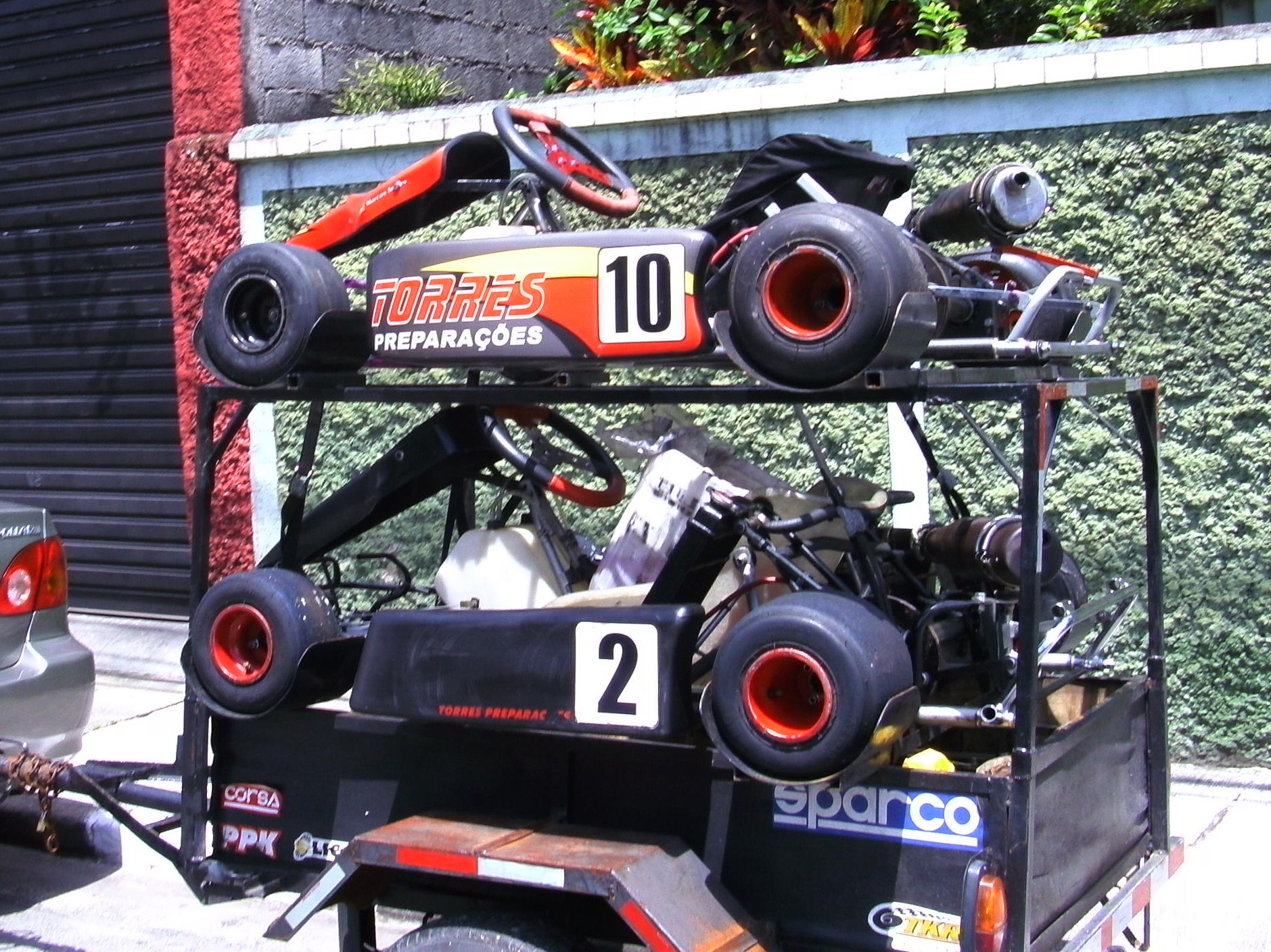
レーシングカートを2台運べるように小型のライトトレーラーを改造したトランスポーター。

自動車、オートバイなどの一般車両は、道路運送車両法の保安基準に適合する範囲内の改造であれば公道を走行することができるが、その保安基準に適合しない改造車は公道を走行することを禁じられている。競技会場へ移動中は先述にある道路運送車両法の保安基準内で移動し、会場到着後に小改造を行って競技に挑む方法もあるが、改造の範囲によっては現地で行うには作業が難しいもの、あるいは物理的に厳しいものや、車両の高性能化に伴い競技に不要な装備などの除去やエキゾーストパイプも高性能化のために触媒や消音機を取り除いてしまい保安基準外の騒音を発するなどの結果、公道を走行不可になってしまった車両、あるいは当初から競技用にすることを目的とした車両もある。そのためにこれらの競技車両を輸送する目的としてトランスポーターが用いられる。
バイクレースやカートなど比較的小型な競技車両は市販車が使用される場合が多く、それらのトランスポーターはほぼ無改造のまま使用されるケースも多い。また、車検の範囲内で内装にさまざまな改造を施されたトランスポーターを販売する業者も存在する。
（※：詳細は#小型競技車両用トランスポーターの特徴を参照。）
カート競技の場合、FIA-CIKの厳格な規定により車両の構成が制定されている。また、これらレーシングカートは公道での走行は禁止されているため、ライトトレーラーなどに積んで輸送するか、あるいはトランスポーターとなる車両の荷台や後部座席などを使用して輸送している。

## F1におけるレーシングトレーラ

### チームのレーシングトレーラ
一般的に多くのF1チームが、ヨーロッパに本拠地を構えている。年間の内の半分以上がヨーロッパで開催されるため、陸続きを移動する利便性を考えれば巨大なトラックをレーシングトレーラとして利用するのが好ましいためである。通常、チームはレースが開催される1週間前よりサーキットや市街地コースなどの競技会場に到着し、トレーラに搭乗するクルー達はその週の金曜日までにはさまざまな準備を行う。そのため、F1では「レースウィーク」と呼ぶ。クルー達はトレーラに搭載されているF1マシンを降ろすことからはじめる。

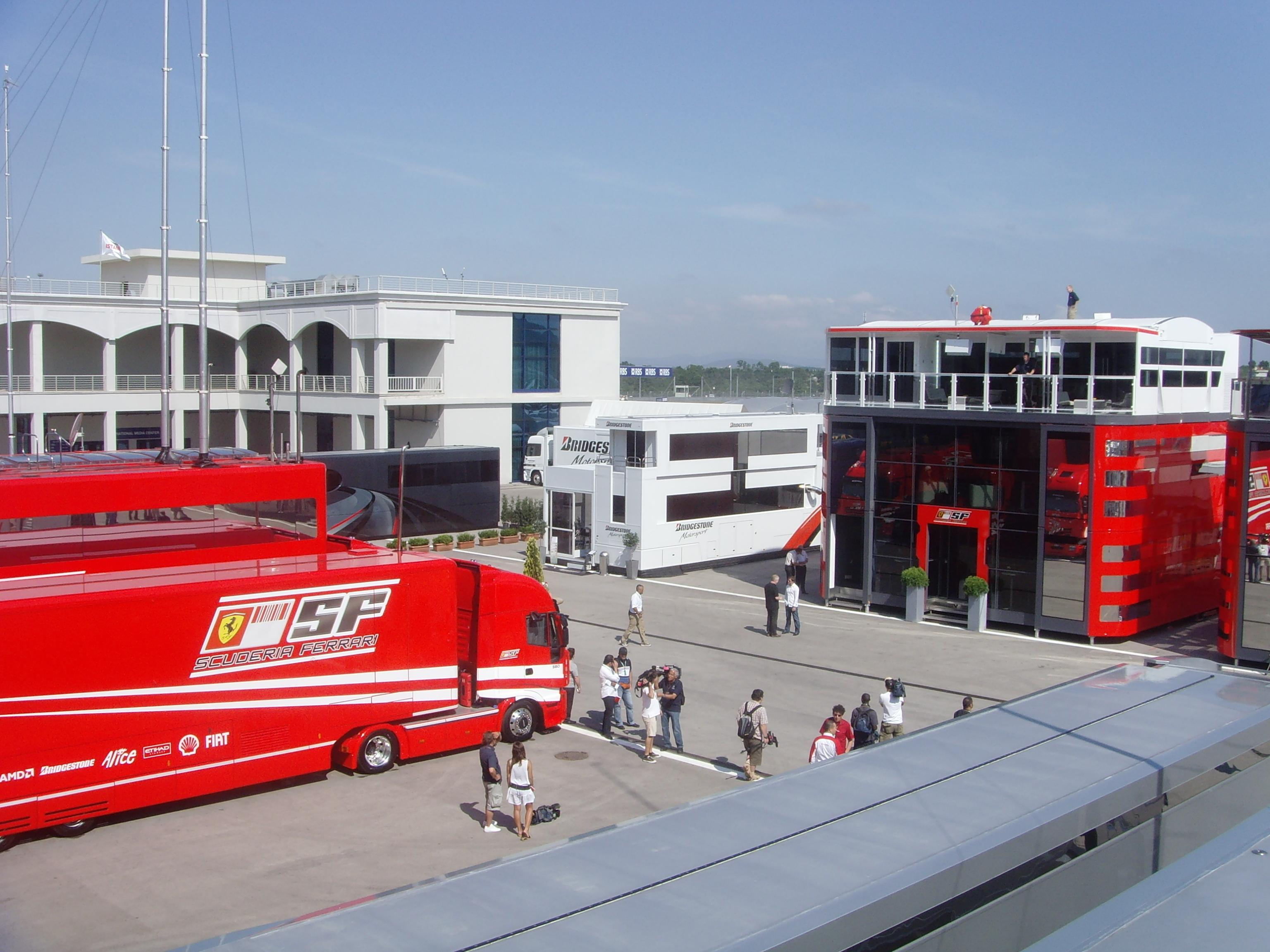
フェラーリのマシンレーシングトレーラ（手前）と、モーターホーム（奥）。隣にはブリヂストンのトレーラやモーターホームも見える。（※：写真は2009年トルコGPにて。）

F1におけるレーシングトレーラには大まかに分けて2種類のものがある。1つは先述のようにマシンの輸送を主な目的としたトレーラであり、もう一つはチームスタッフがレースウィーク中に生活するためのトレーラである。後者のトレーラはマシンのテレメトリデータを管制するコンピュータやレースを行うために最低限必要な工具各種、備品、飲料、食料だけでなく、1台のトレーラ、あるいは複数台のトレーラと合体させる。これらのトレーラは1つのレースごとに完全に解体され、それを組み立てることによって仮設のチームキャンプになる。この建物内にはトイレやシャワールームだけでなく、マシンの走行データやサーキット特性など各チームが参加し続けてきた期間に集積されたデータの集大成を管理するOAルーム、チームが会議を行うためのミーティングルーム、チームスタッフ用のレストラン、報道機関、テレビ局のために開放されるインタビュースペース、ドライバー専用の控え室、ゲストルームまで完備している。これらの車両は各チームが所有しており、一通りの生活ができることから、キャンピングカーと同義語でもある「モーターホーム」と呼ばれる。当然ながら、これらの車両は完全なオーダーメイドであり、チームの財政状況によってレース会場に導入するレーシングトレーラの数も組み立てて完成するモーターホームの規模も異なる。チームは定期的に新しい設計のモーターホームを披露することがあり、その際にはメディアや他チームなどから大勢の見学者が訪れる。ただし、トレーラはパドックと呼ばれるエリアに停車するようにF1レギュレーションによって厳格に定められているため、パドックパスを持たない一般の観客の立ち入りを禁じている。
なお、トレーラとチームトラックを競技会場に到着後すぐに組み立てる作業も、そしてレース終了後に解体する作業も手馴れたチームクルーを大勢使っても1日半以上かかると言われている。

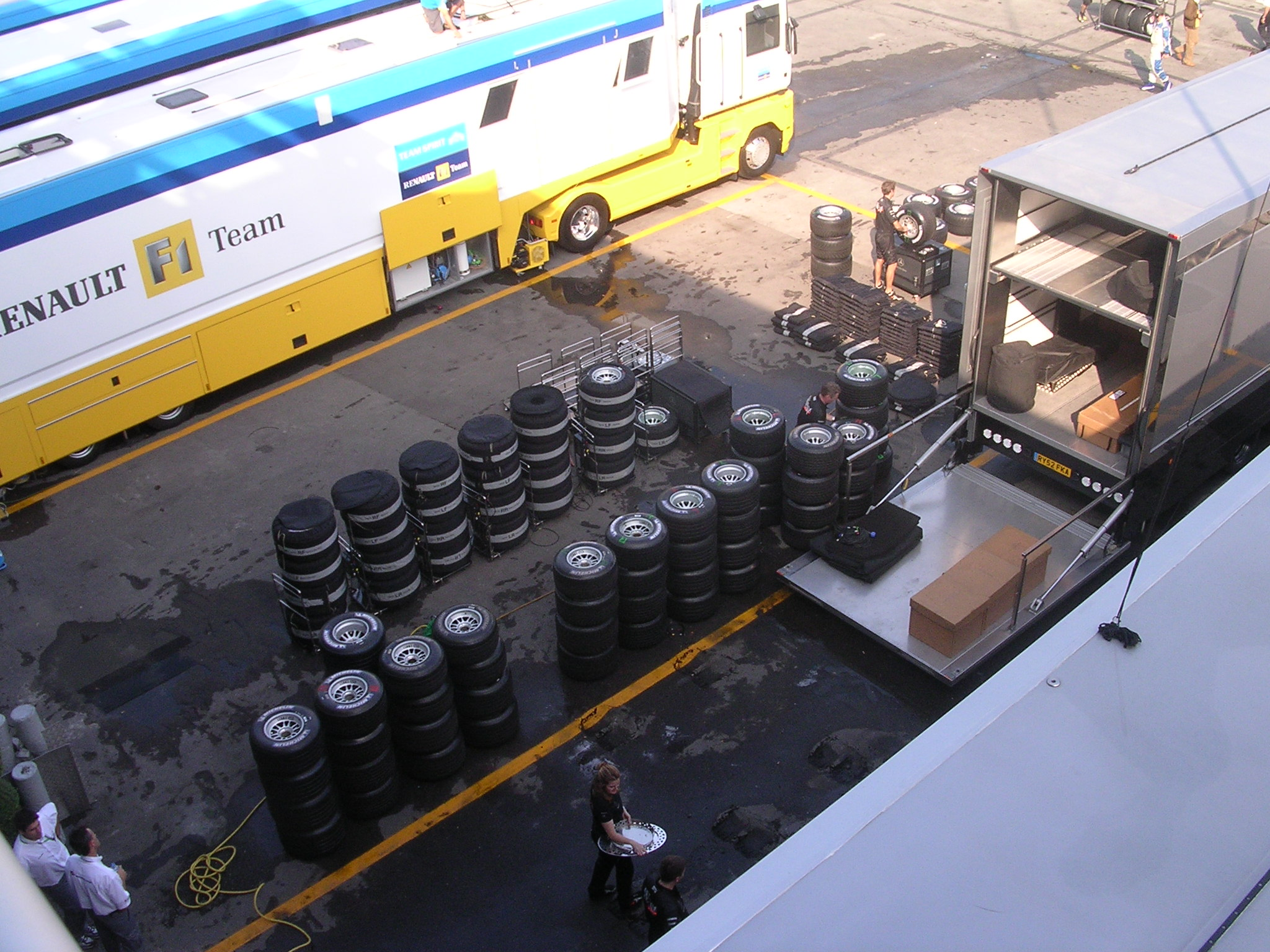
ミシュランタイヤのトレーラ（※：写真は2004年イタリアGPにて。）

### タイヤサプライヤーのトレーラ
F1におけるレーシングトレーラはチームだけが保有しているわけではなく、タイヤサプライヤーもトレーラを保有している。2008年以降（実質は2007年以降）F1で使用されるタイヤは1社によるワンメイク供給となっているが、過去においては各タイヤサプライヤー側があらゆる天候下を想定してレースで使用される多くの種類のタイヤを持ち込む必要があった。また、タイヤに対するレギュレーション整備がなされていなかったため、各ドライバーが好みやコース特性、戦略などで自由にタイヤ選択ができた、ほかに予選用の短寿命高グリップ（Qタイヤ）も各チームが使用していたなどの理由から、当然ながらそれだけの容量を搭載するには多くのトレーラが必要となり、タイヤサプライヤー側には莫大な負担を強いられていた。
現在ではタイヤに対してのルールが定められており、レースウィーク中の各ドライバーはドライタイヤを13セット（※事前にタイヤサプライヤーに申告しておく。ウェットタイヤは別)までの使用が認められており、これを超過して使用することはレギュレーション違反となる。また、競技前にレースコンディションやデータからタイヤサプライヤー側が指定したタイヤを持ち込むようにしたため、ソフト側、ハード側のタイヤは1種類ずつの持ち込みでレースが可能となり、これらの他にレインタイヤが2種の計4種類のタイヤをそろえるだけとなったため、過去に比べるとタイヤサプライヤー側の輸送コストや労力も大幅に軽減した。
現在ではこれらのタイヤトレーラ以外にタイヤサプライヤーもモーターホームを構える。これは、チームがメディアやゲスト向けのもてなしをするのと同様に、レースでのタイヤ磨耗状況や予想されるピットストップなどをメディアに公開するなどの意味合いもあり、あるいは天候や路面温度から適切なデータを算出するための莫大なデータベースをレーシングトレーラに持っていることから、チーム側が持つレーシングトレーラと同等の機能を持っている。

## 市販車改造系レース競技におけるトランスポーター

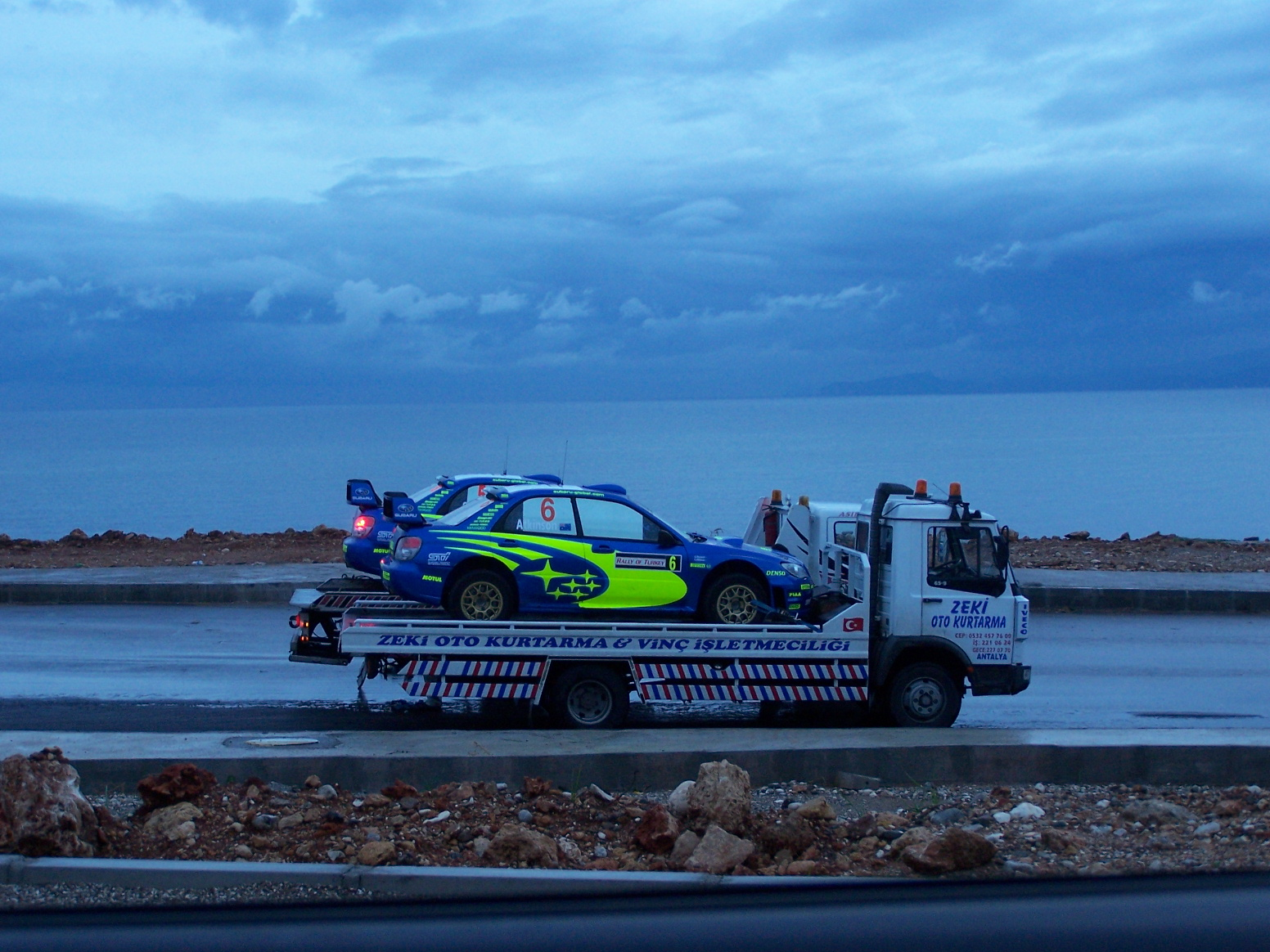
WRCのラリー・オブ・ターキー2006にて、インプレッサラリーカーを運ぶトランスポーター。

ラリーや、ツーリングカーなどの市販車改造系レース競技におけるトランスポーターは基本的に多くのチームがキャリアカーを使用している。これはプライベーターのような比較的小規模なチームであっても、逆にワークスチームのような大規模なチームであっても比較的この手法を採用しており、F1と比較するとその参戦費用も低コストで運営が可能である点と、競技の性質上車両の運搬にフォーミュラカーほどの細心の注意が不要であることもキャリアカーが採用される理由の一つともなっている。ただし、WRCなど大規模な世界大会では機材の運搬も兼用とするためにトラックにレース機材を乗せ、その後ろに車両運搬用のライトトレーラーを繋げて競技車両を移動する場合もある。

## オートバイやレーシングカートなどの運搬

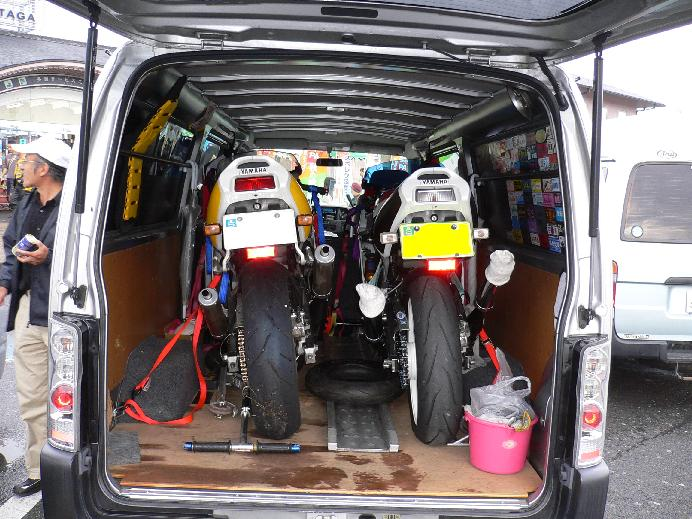
日産キャラバン(E25型)にヤマハTZR250Rを二台積載した例

競技参加者が一般、あるいはチームによって車両ないし改造の程度はさまざまである。一般レベルの場合、資金的な面から小改造に留める場合が多く、クーペタイプの乗用車に競技車両を搭載する者もいれば、駐車場事情や予算の関係で軽自動車（軽ワンボックス車、軽トラック）や家庭の事情でトールサイズミニバンも選ぶ人もいる。日本では、防犯上や四季の関係、駐車場事情でトヨタ・ハイエースなどに代表される、ワンボックス車が主流であるが、海外（アメリカ）ではピックアップトラックが主流である。ワンボックス車の場合、後部シートを撤去して床をフローリングやビニールカーペットで覆い、窓にスモークフィルムを貼って中を見せないようにする場合が多い。トラックの場合は、幌を掛けたりビニールシートで覆うなどの処置を行うことが多い。チームなど予算が個人レベルよりも潤沢な場合はパワーゲートを装備している車両をトランスポーターとして使用しているものもある。ほかにマイクロバス型のトランスポーターの場合は競技車両の出し入れの利便上、最後部に観音扉を有する車両を使用する場合が多い。
その他に、競技などに必要な道具や工具を積載し、また就寝スペースなどを設ける場合もある。
そのため、遠征など行う必要性のあるチームでは、マイクロバスや中型トラックなどを比較的大型な車両が使用されるケースもある。

### トレーラーによる運搬
ライトトレーラーに分類される小型のトレーラーで運搬される場合もあり、乗用車などにヒッチメンバーをはじめとする牽引装置を装備することで牽引できる。オートバイを1台だけ運べるものから、大型のものでは複数台を運搬できるものまで製品化されている。オートバイの車輪を転がらないように固定する輪止めや、オートバイの車体が倒れないように固定するタイダウンベルトのアンカーが用意されていて、オートバイの積み下ろしを容易にするために、トレーラー自体が傾斜する機能を持っている場合や、スロープが内蔵されている場合もある。
汎用トレーラーを改造して製作する場合と専用設計で製作される場合とがある。屋根のある製品もあり、風雨やホコリ、盗難など各種被害からオートバイを保護できるが、屋根のないものに比べると重量が重く、風の抵抗も受けやすいため、牽引する車両の負担が大きくなる。風の抵抗についてはトレーラーの全高を低くすることで低減できる。折り畳み機構を備えて、使用していないときの保管場所を小さくできる製品もある。

#### 利点と欠点
トレーラーとバンやトラックを比較すると、次のような利点と欠点が存在する。

##### 利点
- トレーラーでは、荷台の床が低く、輪留めやアンカーのような固定装置が予め用意され積み降ろしが容易。屋根と床がないものでは、バイク等に付いた泥を洗車場で洗う事もできる。保管時はトレーラーを切り離すだけで済み、降ろす必要はない。バンやトラックでは、随時高い床から降ろす必要がある。

##### 欠点
- トレーラーは牽引する車とは別にトレーラー単体で自動車としての登録を行なう必要があり、車検や自動車税および自賠責保険などが必要で、有料道路料金が高く、駐車場が別に必要なので、総合コストは高い。
- 運搬中は、全体が長いので狭い道や駐車場などで制約を受け、高速道路、未舗装路、強風などの悪天候下では走りが不安定になりやすい[6]。
- 総重量750kgを超えるトレーラーは牽引免許が必要になる。また全長12m、幅2.5m、高さ3.8mを超える車両は特殊車両通行許可や保安基準の緩和などの措置が必要となる。

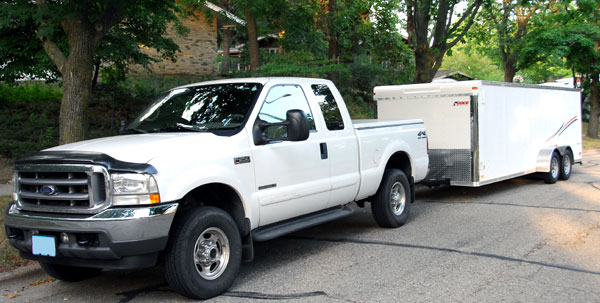
このトレーラーは屋根があっても風の抵抗を受けにくいように低屋根化されている
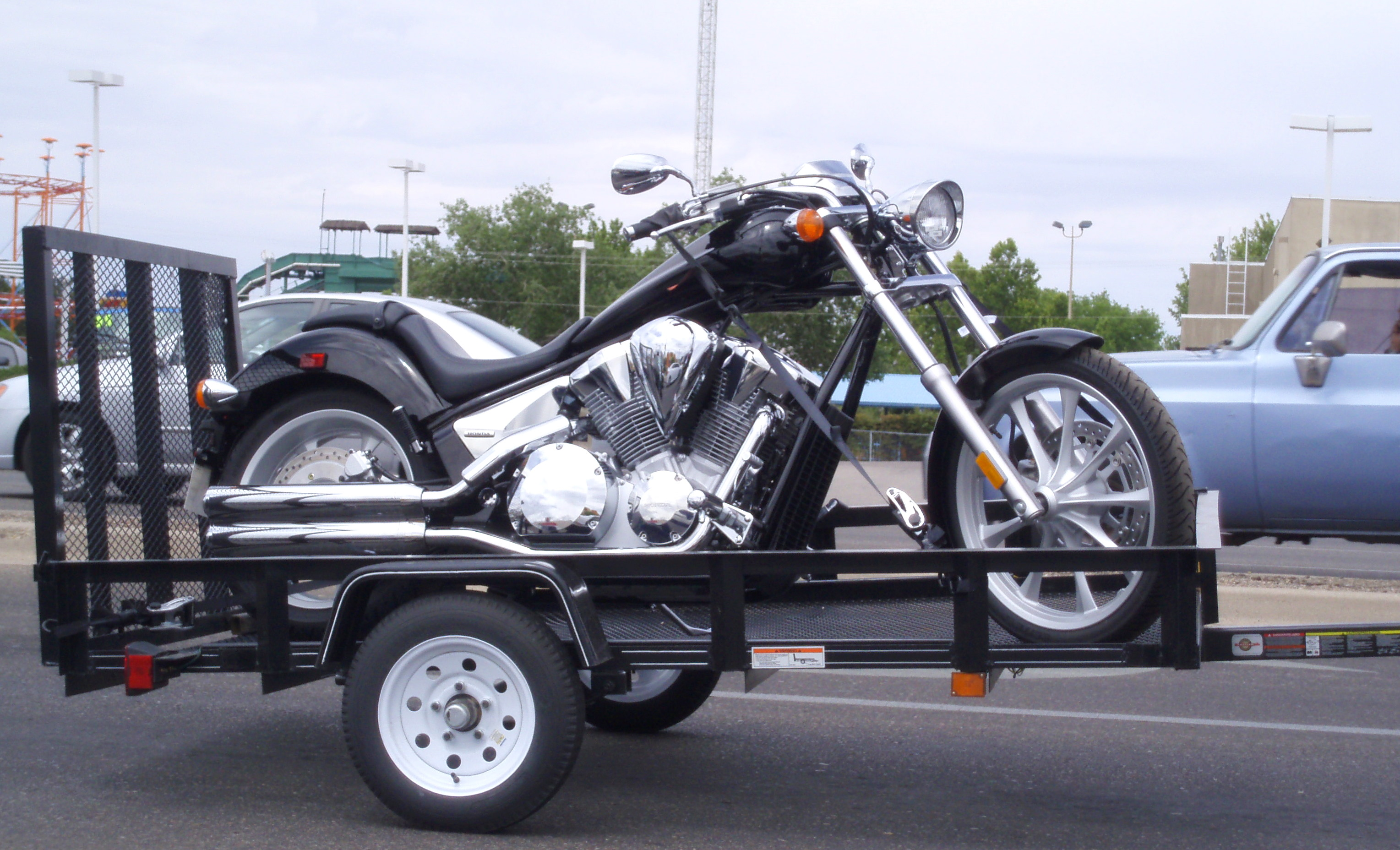
屋根のないオートバイ運搬トレーラー
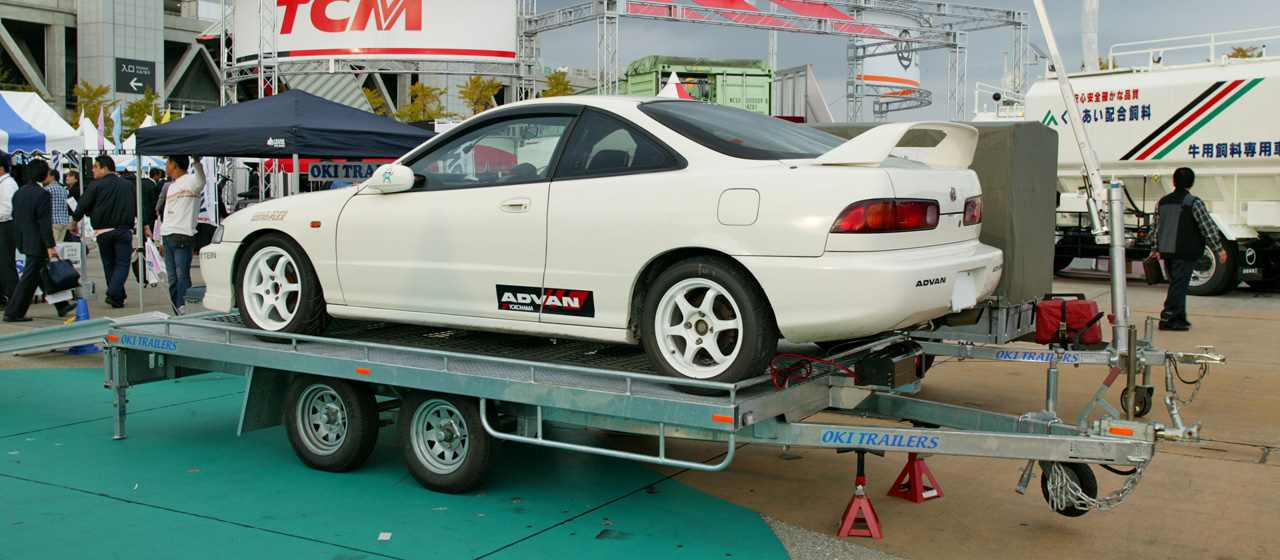
ライトトレーラーの例
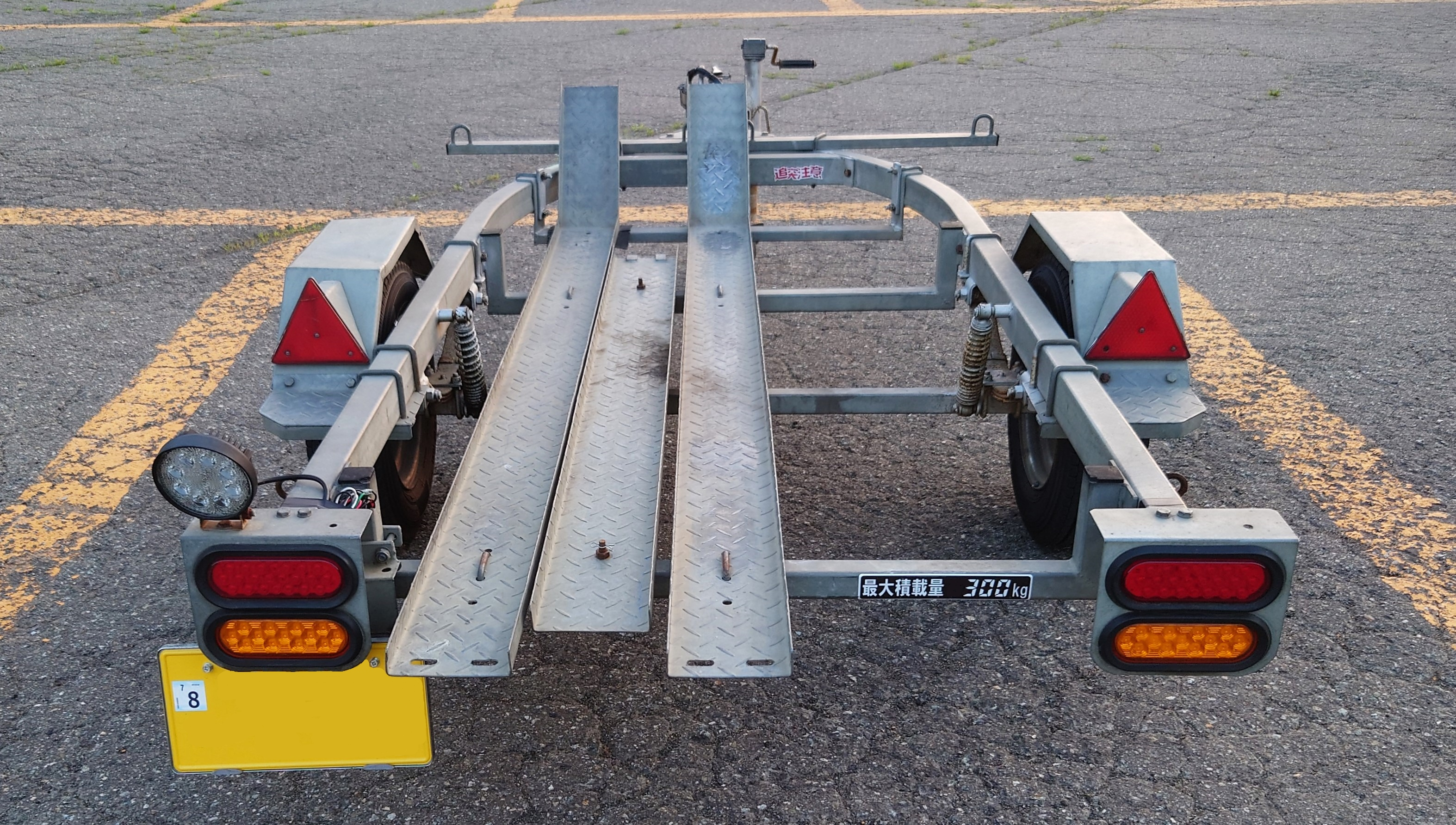
軽自動車登録のオートバイトレーラー
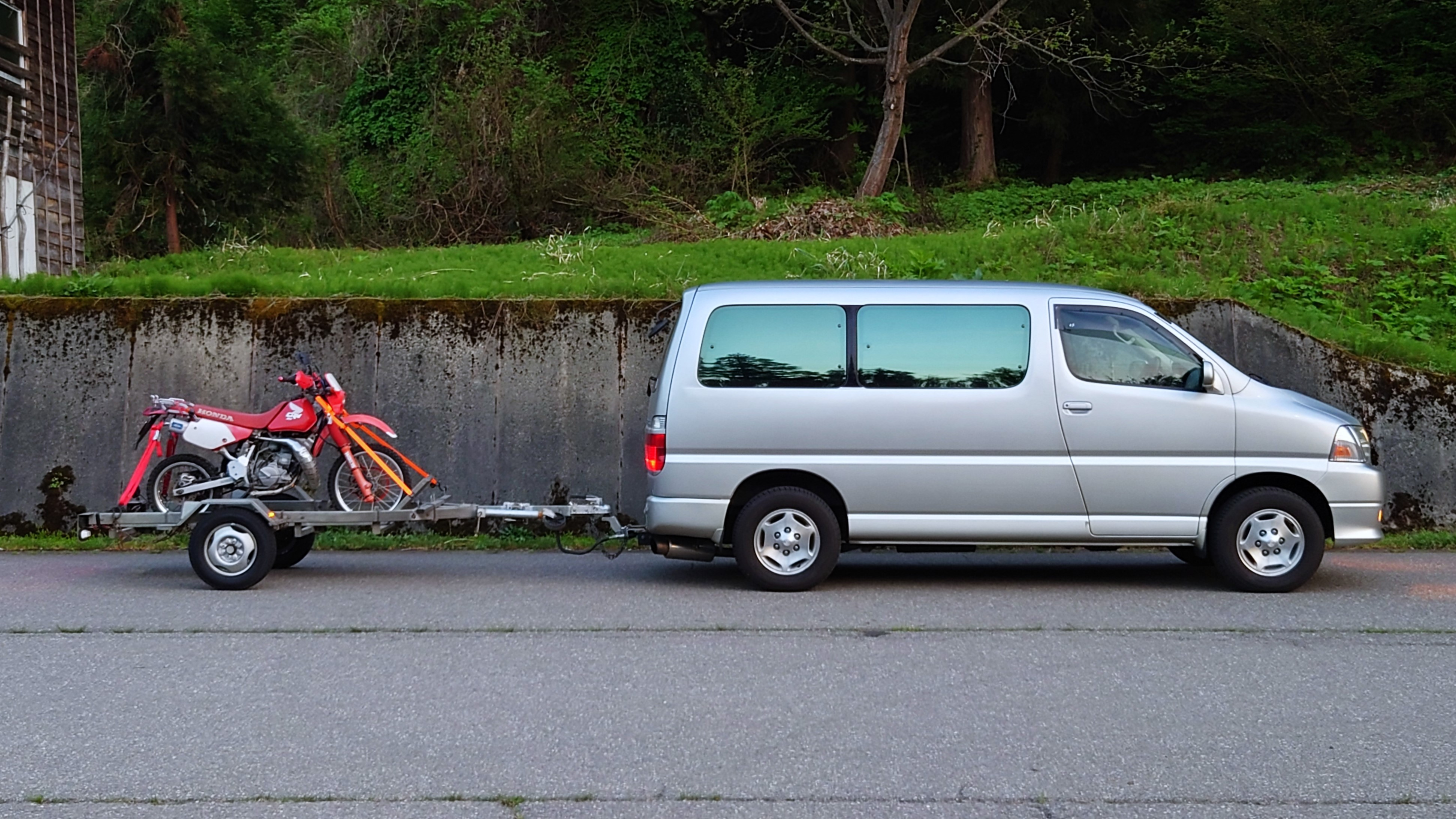
左のオートバイトレーラーの実車状態

## 関連文献
- 『トランポ―ハイエースをDIYで快適空間に』（高瀬裕之著 トランスワールドジャパン刊）、ISBN 4-925112-71-6
- 2輪及び4輪貸切走行車両規定および装備 (PDF) （JASC 筑波サーキット）